# Katie Boulter
Katie Boulter (n. 1 august 1996, Leicester, Anglia, Regatul Unit) este o jucătoare britanică de tenis. La 4 martie 2024, ea a atins cea mai bună clasare a sa la simplu, locul 27 mondial. A câștigat două titluri de simplu pe circuitul WTA, precum și șapte titluri de simplu și patru titluri de dublu în circuitul feminin ITF.